# Cristian Bolaños
Cristián Bolaños Hueco Navarro (født 17. maj 1984) er en fodboldspiller fra Costa Rica, som spiller i CS Cartagines, i den costaricanske liga. Han har blandt andet tidligere spillet for FC København og Odense Boldklub i den danske Superliga, og spiller også på det Costaricanske landshold. Han kan spille alle pladser på midtbanen, men bliver oftest benyttet på højre fløjen. Han er anset som en af de mest talentfulde spillere i CONCACAF og er for nylig blevet sat i forbindelse med flere storklubber i Europa, heriblandt Galatasaray i Tyrkiet.
Cristián Bolaños er en meget arbejdsom spiller, men er samtidig en meget eksplosiv og driblestærk type med stor kreativitet på den sidste tredjedel af banen. Derudover er Bolaños en forholdsvis hurtig spiller, teknikken er helt i top, og så kan han også score mål, hvilket han specielt har vist i tiden hos norske IK Start.
Under VM i Brasilien 2014 var han, sammen med Joel Campell og Bryan Ruíz, en bærende kraft i det Costa Ricanske landshold. Med sine farlige dødbolde og gode driblinger, var han med til at få Costa Rica videre fra gruppespillet.